# آن مادن
آن مادن (بالإنجليزية: Anne Madden)‏ هي رسامة أيرلندية، ولدت في 1932.